# Хенри Домеркант
Хенри Домеркант (енгл. Henry Domercant; Чикаго, 30. децембар 1980) је бивши америчко-босанскохерцеговачки кошаркаш. Играо је на позицији бека.

## Каријера
Домеркант је студирао на универзиету Источни Илиноис (1999–2003). Своју професионалну каријеру је почео 2003. у турској екипи Пинар Каршијака. Имао је просечно 23,3 поена, 6,2 скока и 3,2 асистенције у турској лиги , што га је препоручило екипи Ефес Пилсена. Након две сезоне у Ефесу, одлази у Олимпијакос где проводи једну годину. Сезону 2007/08. проводи у Динаму из Москве. Након тога одлази у Италију и потписује за Монтепаски Сијену. Са њима остаје две године, и у том периоду осваја све домаће трофеје.
Године 2010. одлази у Спартак Санкт Петербург и са њима осваја руски куп. Сезону 2011/12. проводи у Униксу из Казања и бива уврштен у најбољу другу петорку Евролиге. У августу 2012. враћа се у Турску и потписује двогодишњи уговор са Галатасарајом. У јануару 2015. је постао члан италијанске Јувеказерте и са њима провео остатак сезоне.

## Репрезентација
Домеркант је 2005. добио пасош Босне и Херцеговине и тако добио право да игра за репрезентацију БИХ. Наступао је са њима на два Европска првенства, 2005. у Србији и Црној Гори и 2011. у Литванији.

## Успеси

### Клупски
- Ефес Пилсен:
  - Првенство Италије (1) : 2004/05.
  - Куп Турске (1) : 2006.

- Монтепаски Сијена:
  - Првенство Италије (2) : 2008/09, 2009/10.
  - Куп Италије (2) : 2009, 2010.
  - Суперкуп Италије (2) : 2008, 2009.

- Спартак Санкт Петербург:
  - Куп Русије (1) : 2011.

### Појединачни
- Идеални тим Евролиге - друга постава (1): 2011/12.